# Європейська патентна організація
Європейська патентна організація (ЄПОрг) — міжурядова організація європейських держав, створена в 1977 на основі Європейської патентної конвенції 1973 року, функціонує з 1977. Європейська патентна організація знаходиться в Мюнхені і має адміністративну та фінансову автономію. Організація є незалежною від Європейської Унії і має як держави-члени всі 27 держав-членів ЄУ разом з 12 іншими європейськими державами.
Еволюція Організації невід’ємно пов’язана з Європейською патентною конвенцією. Див. Європейську патентну конвенцію (ЄПК) щодо історії європейської патентної системи, створеної ЄПК, керованою Європейським патентним офісом (ЄПО) і під наглядом Адміністративної ради Європейської патентної організації.

## Органи

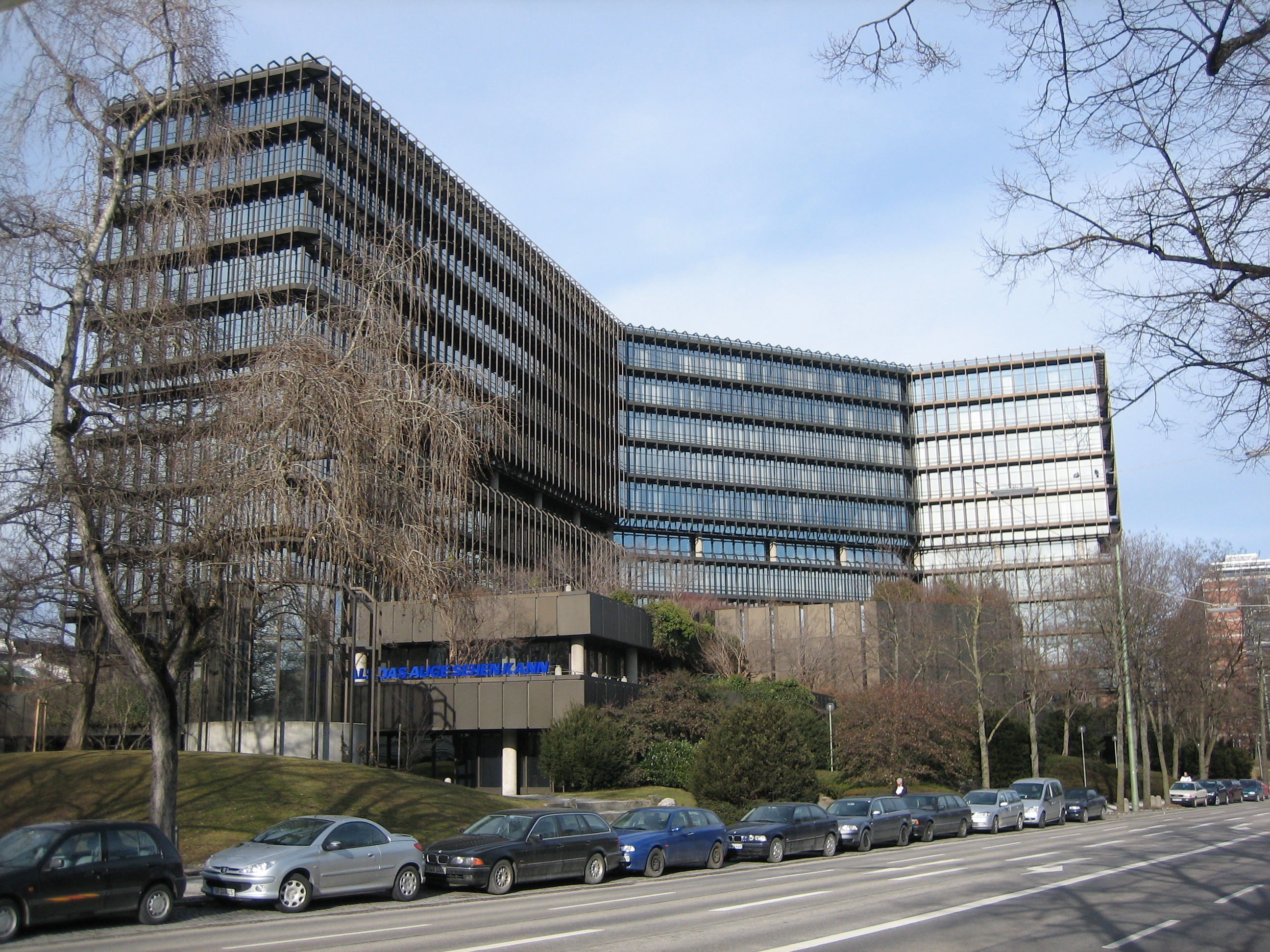
Штаб-квартира Європейського патентного офісу в Мюнхені.

Європейська патентна організація має два органи: Європейський патентний офіс, яке діє як її виконавчий орган, та Адміністративна рада, яка діє як її наглядовий орган, а також, в обмеженій мірі, її законодавчий орган. Фактичні законодавчі повноваження щодо перегляду Європейської патентної конвенції належать самим Договірним державам під час зустрічі на Конференції Договірних держав.
Крім того, апеляційним радам, які не є незалежним органом Організації, а входять до складу Європейського патентного офісу, покладено роль незалежної судової влади. У цьому сенсі Європейська патентна організація є міжнародною організацією, «створеною за зразком сучасного державного порядку та заснованою на принципі поділу влади».

### Європейський патентний офіс
Європейський патентний офіс (ЄПО) розглядає європейські патентні заявки та видає європейські патенти відповідно до Європейської патентної конвенції. Її штаб-квартира розташована в Мюнхені, Німеччина, з філією в Райсвійку (біля Гааги, Нідерланди), дочірніми офісами в Берліні, Німеччина, і Відні, Австрія, а також «бюро зв’язку» в Брюсселі, Бельгія.

### Адміністративна рада
Адміністративна рада складається з представників та заступників представників Договірних держав і відповідає за нагляд за роботою Європейського патентного офісу, затвердження бюджету та затвердження дій президента офісу. Рада також вносить зміни до Регламенту EPC та деяких окремих положень статей Європейської патентної конвенції.

### Правовий статус
Європейська патентна організація є юридичною особою і представлена президентом Європейського патентного офісу.

## Держави-члени
Станом на березень 2025 року є 39 держав-учасниць ЄПК, які також називаються державами-членами Європейської патентної організації: Албанія, Австрія, Бельгія, Болгарія, Хорватія, Кіпр, Чехія, Данія, Естонія, Фінляндія, Франція, Німеччина, Греція, Угорщина, Ісландія, Ірландія, Італія, Латвія, Ліхтенштейн, Литва, Люксембург, Мальта, Монако, Чорногорія, Нідерланди, Північна Македонія, Норвегія, Польща, Португалія, Румунія, Сан-Марино, Сербія, Словаччина, Словенія, Іспанія, Швеція, Швейцарія, Туреччина та Сполучене Королівство (див. статтю Європейської патентної конвенції щодо дат набуття чинності в кожній державі). Тобто всі країни-члени ЄУ також є членами Європейської патентної організації, а також Албанія, Ісландія, Ліхтенштейн, Монако, Чорногорія, Північна Македонія, Норвегія, Сан-Марино, Сербія, Швейцарія, Туреччина та Сполучене Королівство також є членами Європейської патентної організації. Останньою державою-членом, яка приєдналася до ЄПК, була Чорногорія, яка зробила це 1 жовтня 2022 року.

### Розширення
Державою-розширення є Боснія та Герцеговина, яка не є Договірною державою ЄПК, але підписала угоду про розширення, згідно з якою охорона, що надається європейськими патентними заявками та патентами, поширюється на відповідну країну. Словенія, Румунія, Литва, Латвія, Хорватія, Північна Македонія, Албанія, Сербія та Чорногорія були державами розширення до приєднання до ЄПК.
Крім того, існують так звані «держави валідації», які не є Договірними державами ЄПК, але підписали угоди про валідацію, які діють подібно до угод про розширення для розширення захисту європейських патентних заявок і європейських патентів. Марокко, Молдова, Туніс, Камбоджа та Грузія стали державами валідації 1 березня 2015 року, 1 листопада 2015 року, 1 грудня 2017 року, 1 березня 2018 року та 15 січня 2024 року відповідно.